# Méga FM (France)
Méga FM est une station de radio locale française, qui émet dans les départements du Loiret et de Loir-et-Cher (région Centre Val de Loire).

## Historique
La radio, qui n'émet à l'origine que via internet, est créée en mars 2005 par Lydia et Stéphane Garnier, anciens animateurs de l'ancienne radio locale de Châteauneuf-sur-Loire, Radio Média France.
Elle obtient l'autorisation d'émettre sur la bande FM à partir du 26 juin 2008.

## Géographie
Le siège social et les studios de la radio sont situés au n°7 de l'impasse Maupin à Châteauneuf-sur-Loire.
La station émet depuis 2008 sur la fréquence 88.8 MHz sur le territoire des départements du Loiret et de Loir-et-Cher, puis, à partir de 2009, sur la fréquence 96.5 MHz dans le Loiret.
La radio est notamment diffusée depuis un émetteur situé dans le nord du Loir-et-Cher à Lamotte-Beuvron.

## Description
Mega FM est une radio musicale libre avec une programmation allant de la nouvelle scène aux tubes des années 1980 à nos jours, avec un fort accent pop rock.  
La station de radio est partenaire d'événements sportifs et culturels[source secondaire souhaitée]. Méga FM suit notamment le CJF Fleury Loiret Handball  et l'USM Saran handball, en commentant les rencontres à domicile de ces deux équipes.  
La radio est également, partenaire d'autres équipes sportives du Loiret dont : l'Orléans Loiret Basket, l'Orléans Loiret hockey sur glace, le Handball club Gien Loiret et le CSM Sully-sur-Loire.   
Méga FM, retransmet en direct certains festivals et événements de la région[source secondaire souhaitée] : Le Grand Unisson (Saint-Jean-de-la-Ruelle), Les Ingrédients (Ingré), la fête médiévale de Gien, Swing 41 (Salbris), ou encore le Festival d’1 soir (Dampierre-en-Burly).

## Éléments financiers
La radio est détenue par l'association Images et Sons.

## Slogan
- « Rien que le meilleur » 2005-2012
- « L'esprit Pop/Rock» depuis 2012

## Évolution du logo

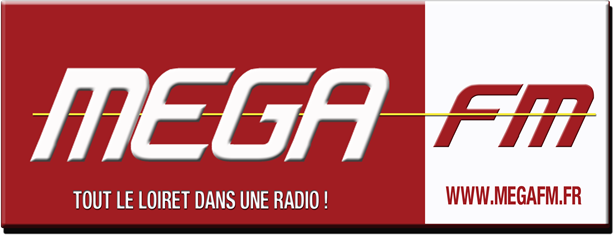
Logo Méga FM 2005-2008
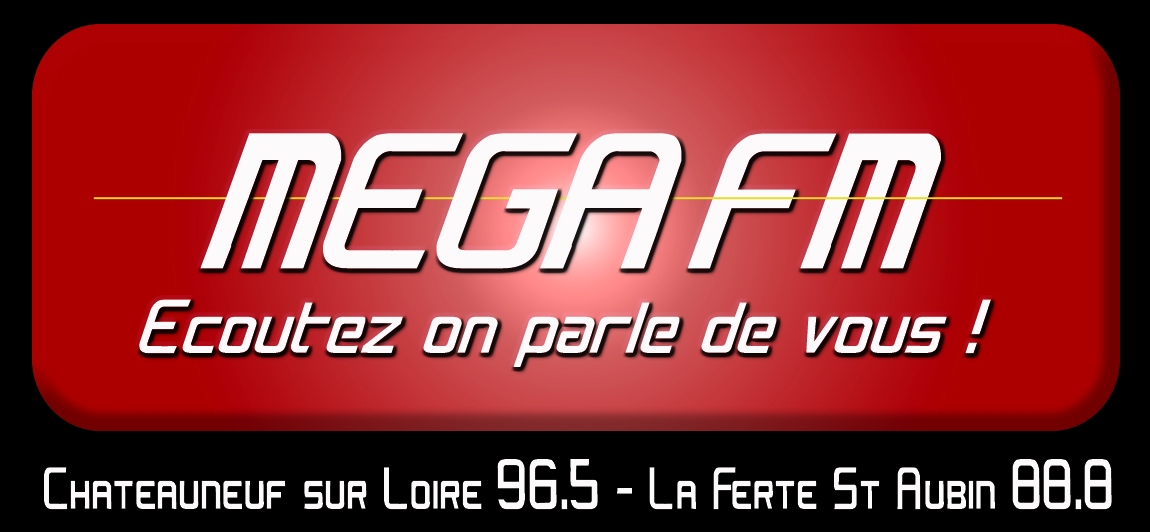
Logo Méga FM en 2008-2010
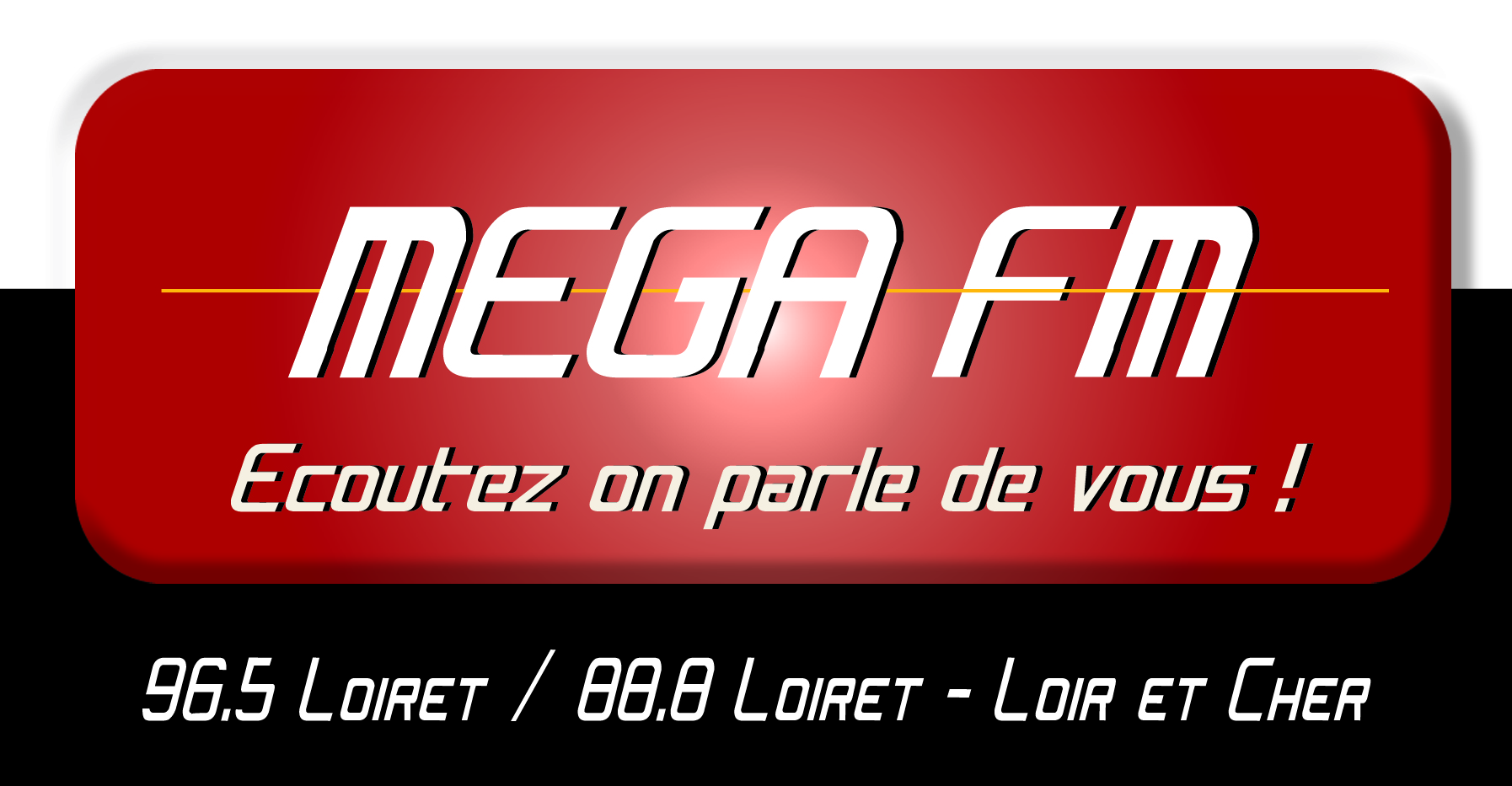
Logo Méga FM en 2010-2012
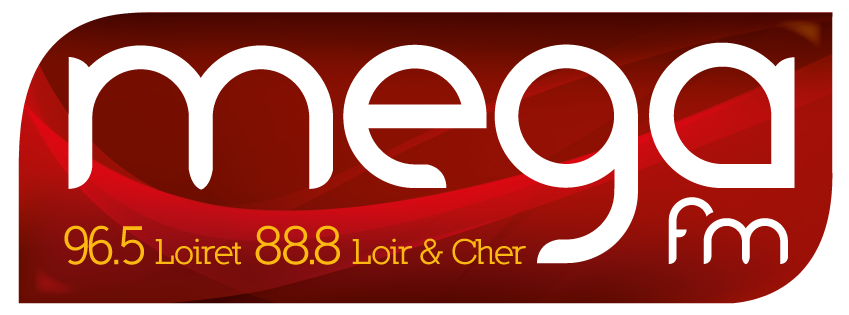
Logo Méga FM depuis 2012